# Rottweiler (pel·lícula)
Rottweiler és una pel·lícula espanyola dirigida per Brian Yuzna el 2005, protagonitzada per Irene Montalà, Paulina Gálvez, Lluís Homar, Paul Naschy i William Miller. Està basada en la novel·la El perro d'Alberto Vázquez-Figueroa de 1989.

## Sinopsi
Dante és un home desesperat que escapa d'un camp de presoners i emprèn una fugida a través d'una terra inhòspita per a trobar a Ula, la seva estimada. Durant la seva carrera cap a la llibertat per un paisatge desolador i terrorífic en el qual no hi ha amics, refugi ni treva, és perseguit per Rott, un rottweiler vingut d'entre els morts, una criatura amb gargamella d'acer i set de sang l'únic objectiu de la qual és acabar amb tothom al seu voltant. Un duel entre la bèstia i l'home, entre el caçador i la presa.

## Repartimentt
- William Miller - Dante
- Irene Montalà - Ula
- Paulina Gálvez - Alyah
- Cornell John - Dongoro
- Lluís Homar - Guard Borg
- Paul Naschy - Warden Kufard
- Ivana Baquero - Esperanza[3]

## Context
Antonio Isasi-Isasmendi va fer ja una adaptació d' El perro amb el mateix títol en 1977.
La segona aparició al cinema d'un gos assassí va arribar amb la pel·lícula Cujo, adaptació cinematogràfica de la novel·la homònima de Stephen King.

## Crítiques
La crítica i el públic van ser negatives per a aquesta cinta, realitzada per a la "Fantastic Factory" (la divisió de Filmax dedicada al terror).
| «                             | "Aparatosa pel·lícula d'acció disfressada d'un suposat terror que mai infon por." | » |
| — Javier Ocaña: Diari El País |                                                                                   |   |

| «                                    | "El discurs, l'acció (...) i els personatges estan construïts a dentades. (...) De tots els intèrprets l'únic que se sent còmode en el seu paper i que se sap el seu text i context és igualment el gos" | » |
| — Oti Rodríguez Marchante: Diari ABC | |   |

Als Premis Godoy 2005 va rebre tres nominacions: pitjor actor de repartiment (Paul Naschy), pitjors efectes especials i pitjor perruqueria i maquillatge.